# 国家大学生文化素质教育基地
國家大學生文化素質教育基地是中華人民共和國教育部为推动高等学校加强文化素质教育工作，促进人才培养质量的提高而推動在全國部份高校進行的一個計畫，通常是经當事学校申报，教育部专家评审，達到一定要求則確定在該校（或多所學校聯合）建立国家大学生文化素质教育基地。

## 第一批國家大學生文化素質教育基地
1999年中華人民共和國教育部批准53所高校建立了32个国家大学生文化素质教育基地
1. 北京大学
2. 清华大学
3. 中国人民大学、北京理工大学
4. 北京师范大学、北方交通大学
5. 南开大学
6. 天津大学
7. 山西大学
8. 内蒙古大学、内蒙古工业大学、内蒙古农牧学院
9. 东北大学、沈阳音乐学院、鲁迅美术学院
10. 大连理工大学
11. 吉林大学
12. 哈尔滨工业大学
13. 复旦大学
14. 上海交通大学
15. 上海中医药大学
16. 南京大学
17. 东南大学
18. 南京农业大学、南京林业大学
19. 中国科技大学、安徽大学
20. 浙江大学
21. 山东大学
22. 郑州大学
23. 武汉大学
24. 华中科技大学
25. 中南大学、湖南大学、湖南师范大学
26. 中山大学
27. 华南理工大学、暨南大学、华南师范大学、广东工业大学、广东民族学院、华南农业大学
28. 四川大学、西南交通大学
29. 西南财经大学
30. 西南师范大学、重庆大学、西南农业大学、西南政法大学、重庆医科大学
31. 西安交通大学
32. 西北大学、西北工业大学

## 第二批國家大學生文化素質教育基地
2006年4月,教育部增设104所学校61个国家大学生文化素质教育基地
第二批（共61基地，高校104所）
1. 北京科技大学
2. 北京邮电大学
3. 北京化工大学
4. 中国农业大学
5. 北京林业大学
6. 北京外国语大学
7. 中央财经大学
8. 中国政法大学
9. 北京航空航天大学
10. 北京工业大学、北方工业大学、中国青年政治学院（联合）
11. 中国传媒大学
12. 天津师范大学、天津医科大学、天津工业大学（联合）
13. 河北大学
14. 中北大学、太原师范学院、太原科技大学（联合）
15. 内蒙古师范大学
16. 辽宁大学
17. 大连大学
18. 东北师范大学
19. 延边大学
20. 长春工业大学、长春理工大学、吉林农业大学、长春中医药大学、长春税务学院、吉林师范大学、东北电力大学、北华大学（联合）
21. 哈尔滨工程大学
22. 同济大学
23. 东华大学
24. 华东师范大学
25. 上海财经大学
26. 上海大学
27. 河海大学、南京航空航天大学、南京师范大学、南京医科大学（联合）
28. 江南大学
29. 南京理工大学
30. 苏州大学、苏州科技学院、苏州经贸职业技术学院、苏州职业大学（联合）
31. 宁波大学
32. 合肥工业大学
33. 安庆师范学院
34. 厦门大学
35. 华侨大学
36. 江西师范大学、南昌大学、江西财经大学、江西农业大学、华东交通大学（联合）
37. 青岛大学
38. 河南大学
39. 武汉理工大学
40. 华中师范大学
41. 湖北大学
42. 湘潭大学、湖南科技大学、湖南工程学院（联合）
43. 湖南文理学院
44. 深圳大学
45. 广东外语外贸大学、广州中医药大学、广东商学院、广东药学院、星海音乐学院、广州美术学院、广州大学（联合）
46. 广西大学
47. 广西师范大学、桂林电子科技大学、桂林工学院、桂林医学院（联合）
48. 海南大学
49. 重庆工商大学、重庆邮电大学、重庆交通大学、重庆教育学院（联合）
50. 电子科技大学
51. 四川师范大学、成都理工大学、西南石油大学、四川音乐学院（联合）
52. 贵州大学
53. 云南大学
54. 陕西师范大学、长安大学（联合）
55. 西安电子科技大学
56. 延安大学
57. 兰州大学
58. 青海民族学院
59. 宁夏大学
60. 石河子大学
61. 新疆师范大学、新疆大学、新疆农业大学（联合）

## 外部連結
- 中華人民共和國教育部國家大學生文化素質教育基地名單[永久]